# Appleby Matthews
T. Appleby Matthews (Moseley, circa 1881 – Birmingham, 22 juni 1948) was een Britse dirigent. In 1920 werd hij de eerste dirigent van het City of Birmingham Orchestra (nu City of Birmingham Symphony Orchestra), daarvoor was hij dirigent van het Politie-orkest van Birmingham. Hij was als een plaatselijk opvallend musicus, en er doet een anekdote over hem de ronde, dat hij een keer veel te laat kwam op een repetitie en constateerde dat hij zijn dirigeerstokje was vergeten; de repetitie werd door middel van een stoelpoot toch voortgezet.
Hij heeft diverse premières op zijn naam staan, waaronder die van The Planets van Gustav Holst (ook in 1920) en The spirit of England van Edward Elgar.